# ئی‌بی‌ال‌ام جی۰۵۵۵-۵۷
ئی‌بی‌ال‌ام جی۰۵۵۵–۵۷ (انگلیسی: EBLM J0555-57) یک سامانه ستاره‌ای سه‌گانه (داشتن ۳ ستاره) است که حدود ۶۷۰ سال نوری از زمین فاصله دارد. خبر کشف این منظومه در ۱۲ ژوئیه ۲۰۱۷ منتشر شد.   ئی‌بی‌ال‌ام جی۰۵۵۵–۵۷، کوچک‌ترین ستاره در آن منظومه، با دورهٔ تناوب مداری ۷٫۸ روزه به دور ستارهٔ میزبان خود می‌چرخد و تا امروز کوچک‌ترین ستارهٔ شناخته‌شده است که دارای جرم کافی برای امکان واکنش زنجیره‌ای پروتون پروتون با داشتن هیدروژن در هستهٔ آن است.